# Steffen Haars
Steffen Gerardus Adrianus Haars (Maaskantje, 30 juli 1980) is een Nederlands film- en televisiemaker. Hij is bekend geworden als medebedenker van het sketchprogramma New Kids, waarin hij tevens de rol van Robbie Schuurmans speelde.

## Levensloop
Steffen Haars groeide op in Maaskantje. Tim Haars is zijn jongere broer.
Haars deed het eerste kennis op met audio en video bij de open Studio dependance Utrecht in 1998-1999.
Zijn regie-opleiding aan de Nederlandse Film en Televisie Academie in Amsterdam. Samen met Flip van der Kuil schreef, regisseerde en produceerde hij de films New Kids Turbo (2010), New Kids Nitro (2011) en Bro's Before Ho's (2013). Haars legt zich verder toe op het regisseren van korte films, videoclips en reclamefilms. Zo heeft hij reclamefilmpjes gemaakt voor onder andere BCC, Pearle, Wecycle, Domino's Pizza, Energiedirect.nl en Croky.
Zijn eerste tv-werk deed Haars met het programma De Pulpshow (2001), waarvan hij medeproducent was en ook een van de acteurs. In 2003 waren Haars en Van der Kuil te zien in de realitysoap The Trip.

## Filmografie

### Film/televisie
| Jaar        | Film/programma                    | Functie   | Functie                 | Functie   | Functie   | Functie | Functie                    | Opmerkingen                    |
| Jaar        | Film/programma                    | Regisseur | Director of photography | Producent | Scenarist | Acteur  | Rol                        | Opmerkingen                    |
| ----------- | --------------------------------- | --------- | ----------------------- | --------- | --------- | ------- | -------------------------- | ------------------------------ |
| 2001        | De Pulpshow                       | Ja        | Ja                      | Ja        | Ja        | Ja      | Diverse rollen             |                                |
| 2003        | The Trip                          | Ja        |                         |           |           | Ja      | Zichzelf                   | Realityserie                   |
| 2004        | Baby Blues                        |           | Ja                      |           |           |         |                            | Korte film                     |
| 2007 – 2009 | New Kids                          | Ja        |                         |           | Ja        | Ja      | Robbie Schuurmans          |                                |
| 2008        | Op vakantie                       | Ja        |                         |           | Ja        |         |                            | Korte film                     |
| 2010        | New Kids Turbo                    | Ja        |                         | Ja        | Ja        | Ja      | Robbie Schuurmans          |                                |
| 2011        | New Kids Nitro                    | Ja        |                         | Ja        | Ja        | Ja      | Robbie Schuurmans          |                                |
| 2013        | Van God Los                       | Ja        |                         |           |           |         |                            | Eerste aflevering seizoen drie |
| 2013        | Bro's Before Ho's                 | Ja        |                         | Ja        | Ja        | Ja      | Lingo Contestant 1         |                                |
| 2017        | Ron Goossens, Low Budget Stuntman | Ja        |                         | Ja        | Ja        | Ja      | Zichzelf/Robbie Schuurmans |                                |
| 2019        | Random Shit                       | Ja        |                         | Ja        | Ja        | Ja      | Zichzelf/Robbie Schuurmans |                                |
| 2024        | Krazy House                       | Ja        |                         |           | Ja        |         |                            |                                |
| 2025        | Get Away                          | Ja        |                         |           |           |         |                            |                                |

### Videoclips
Regie
- The Opposites ft. Gers & Sef – "Broodje Bakpao"
- The Opposites – "Me Nikes"
- Benny Sings – "Let Me In"
- Jiggy Djé – "Check 1-2"
- Wealthy Beggar – "Reminder"

DoP
- Dio ft. Sef - "Aye"
- C-mon & Kypski - "Bumpy Road"